# تفاحة (فلم)
تفاحة هو فلم دراما مصري للمخرج رأفت الميهي، الذي كتب القصة والسيناريو والحوار أيضا. الفيلم من بطولة ليلى علوي وماجد المصري، وصدر إلى دور العرض في 9 يونيو 1997. يروي الفيلم قصة الفتاة الجميلة زينات التي تعيش في حالة حب مستمرة مع زوجها حسن، وتعاني من مديرتها في العمل قدرية.  

## طاقم التمثيل
- ليلى علوي: في دور زينات (تفاحة)
- ماجد المصري: في دور حسن الفطاطري
- هالة صدقي: في دور جانيت
- ماجدة الخطيب: في دور قدرية

بالاشتراك مع:
لطفي لبيب، انتصار، علي حسنين، محمد درديري، أحمد الخليلي، علاء ولي الدين، شريف ادريس، عمر عوض، نشأت طلعت، شريف فوزي، محمد نجاح، مخلص البحيري، سعيد الصالح، أميرة، حازم فؤاد، فتنة إبراهيم، إميل شوقي، كمال الديساوي، فوزي الشرقاوي، علي الجندي، إبراهيم الجرواني.

## ملخص أحداث الفيلم
تعمل زينات (ليلى علوي) الجميلة، والتي يطلق عليها الجميع تفاحة لجمالها، عاملة في وزارة المالية، وتعاني من تسلط المديرة قدرية (ماجدة الخطيب) التي تعاني من عدم الإنجاب رغم زواجها التاسع، وتقترح قدرية على حسن الفطاطري (ماجد المصري) زوج زينات أن يطلق زوجته ليتزوجها لمدة تسعة أشهر لتنجب طفلة تتبناها، فيطلقها في الوقت الذي تسعى فيه جانيت اليونانية (هالة صدقي) التي تقيم في مصر، والمصابة بمرض عضال، الزواج من حسن حتى يرثها بعد موتها، تنشأ العديد من المواقف الكوميدية والمفاجآت نتيجة هذه العلاقات المتشابكة.

## وصلات خارجية
- تفاحة (فيلم 1997)
- تفاحة (فيلم 1997)
- تفاحة (فيلم 1997)
- تفاحة (فيلم 1997)
- تفاحة (فيلم 1997)